# Eoophyla pervenustalis
Eoophyla pervenustalis is een vlinder uit de familie van de grasmotten (Crambidae), uit de onderfamilie van de Acentropinae. De wetenschappelijke naam van deze soort is voor het eerst gepubliceerd in 1897 door George Francis Hampson.
De spanwijdte bedraagt 22 millimeter.
De soort komt voor in Sierra Leone, Ghana, Nigeria, Kameroen, Congo-Kinshasa, Oeganda, Kenia en Angola.